# Rotem (Vorname)
Rotem (hebräisch: רוֹתֶם) ist ein weiblicher und männlicher Vorname.

## Herkunft und Bedeutung
Der Vorname stammt vom Namen einer Wüstenpflanze (Retama raetam) und ist möglicherweise abgeleitet vom hebräischen רְתֹם (retom), was binden bedeutet.

## Bekannte Namensträger

### Weiblich
- Rotem Sela (* 1983), israelische Schauspielerin und Model

### Männlich
- Rotem Kowner (* 1960), israelischer Historiker und Psychologe